# Lonquimay
Lonquimay és una comuna i ciutat xilena a la província de Malleco, regió de l'Araucania. La comuna té una població de 9.925 habitants i una superfície de 3.914,2 km², d'acord amb la datació del cens INE del 2012. Va ser fundada el 1897 com Villa Portales. La ciutat es troba a uns 123 quilòmetres al nord-est de Temuco. Aquesta zona té un volcà actiu amb el mateix nom de la comuna (Volcà Lonquimay).